# 高田駅 (長崎県)
高田駅（こうだえき）は、長崎県西彼杵郡長与町高田郷にある、九州旅客鉄道（JR九州）長崎本線（長与支線）の駅である。

## 歴史
- 1994年（平成6年）3月1日：開業[2]。
- 2012年（平成24年）12月1日：ICカード「SUGOCA」の利用を開始[3]。
- 2022年（令和4年）
  - 3月11日：切符売り場の営業を終了[4]。
  - 3月12日：無人化[4]。

## 駅構造
単式ホーム1面1線を有する地上駅。長崎方面を向いて右側に位置する。ホーム有効長は5両分。ホームは駅舎から階段を上がったところにある。改札口は北陽台高校側の1箇所しかないが、県道側へ地下道（天満宮地下道）でつながっている。

## 利用状況
- 2015年度の1日平均乗車人員は453人である[5][6]。
- 2023年度の1日平均乗車人員は573人である[7]。

| 乗車人員推移 | 乗車人員推移 |
| 年度         | 1日平均人数  |
| ------------ | ------------ |
| 2001         | 427          |
| 2002         | 443          |
| 2003         | 446          |
| 2004         | 435          |
| 2005         | 403          |
| 2006         | 395          |
| 2007         | 377          |
| 2008         | 383          |
| 2009         | 367          |
| 2010         | 363          |
| 2011         | 363          |
| 2012         | 378          |
| 2013         | 393          |
| 2014         | 415          |
| 2015         | 453          |
| 2016         | 462          |
| 2017         | 497          |
| 2018         | 518          |
| 2019         | 538          |
| 2020         | 478          |
| 2021         | 502          |
| 2022         | 528          |
| 2023         | 573          |

## 駅周辺
- 天満宮神社（天満宮公園）
- 長与町立長与南小学校
- 長崎県立長崎北陽台高等学校

## 隣の駅
九州旅客鉄道（JR九州）
■長崎本線（長与支線）
長与駅 - 高田駅 - 道ノ尾駅

### 「こうだ」と読む他の駅
- 幸田駅 - JR東海東海道本線の駅
- 神田駅 - 松浦鉄道西九州線の駅